# Poekilloptera reticulata
Poekilloptera reticulata är en insektsart som först beskrevs av Curtis 1829.  Poekilloptera reticulata ingår i släktet Poekilloptera och familjen Flatidae. Inga underarter finns listade i Catalogue of Life.